# Procuratore distrettuale della contea di New York
Il Procuratore distrettuale della contea di New York, noto altresì come Procuratore distrettuale di Manhattan, è il procuratore distrettuale eletto nella Contea di New York, nell'omonimo stato. L'ufficio è responsabile di perseguire le violazioni delle leggi dello Stato di New York. Le violazioni delle leggi federali a Manhattan sono invece perseguite dal Procuratore degli Stati Uniti per il Distretto Sud di New York.
Il 37° e attuale detentore della carica è Alvin Bragg, membro del Partito Democratico, che ha iniziato il proprio mandato il 1º gennaio 2022.

## Storia
Nell'atto legislativo del 12 febbraio 1796 lo Stato di New York venne diviso in sette distretti, ciascuno con un procuratore generale, ad eccezione della contea di New York dove il procuratore generale Josiah Ogden Hoffman perseguì personalmente fino al 1801.
Fino al 1822 il procuratore distrettuale era nominato dal Council of Appointment e ricopriva la carica fino a quando volesse il Consiglio e quindi senza limite di durata. In base alle disposizioni della Costituzione dello stato di New York del 1821 il procuratore distrettuale era nominato da parte della Corte della contea per un periodo di tre anni. La Costituzione del 1846 rese la carica elettiva tramite voto popolare. Il mandato, della durata di tre anni, ha inizio il 1º gennaio e termina il 31 dicembre. In caso di vacanza, la Court of General Sessions nominava un procuratore distrettuale facente funzioni che ricoprisse la carica fino a quando il Governatore di New York non nominava un procuratore ad interim che ricoprisse la carica fino allo svolgimento di una speciale elezione per determinare chi debba svolgere il mandato per il periodo restante di tempo fino alle nuove elezioni.
Nel 1896 la durata della carica del procuratore John R. Fellows, che era stato eletto nel 1893 per un periodo di tre anni (1894-1896), venne estesa di un anno. A partire dalle elezioni municipali del 1897 il mandato del procuratore distrettuale ha coinciso con quello del Sindaco ed è della durata di quattro anni. In caso di vacanza, il governatore può ancora nominare un procuratore ad interim fino allo svolgimento di una speciale elezione per determinare chi debba svolgere il mandato per il restante periodo di tempo fino alle nuove elezioni.

## Elenco
Partiti politici: 

  Democratico-Repubblicano
  Federalista
  Democratico
  Indipendente
  Whig
  Repubblicano
Stato: 

  Procuratore distrettuale facente funzioni
  Procuratore distrettuale ad interim
| N.      | Foto            | Procuratore distrettuale          | Carica                         | Carica | Mandato                                                                                       | Note |
| N.      | Foto            | Procuratore distrettuale          | Inizio                         | Termine | Mandato                                                                                       | Note |
| ------- | --------------- | --------------------------------- | ------------------------------ | --- | --------------------------------------------------------------------------------------------- | --- |
| 1       |                 | Richard Riker (1773-1842)         | 19 agosto 1801                 | 13 febbraio 1810 | ?                                                                                             | [ 2 ] |
| 2       |                 | Cadwallader D. Colden (1769-1834) | 13 febbraio 1810               | 19 febbraio 1811 | ?                                                                                             | [ 2 ] |
| 3       |                 | Richard Riker (1773-1842)         | 19 febbraio 1811               | 5 marzo 1813 | ?                                                                                             | [ 2 ] |
| 4       |                 | Barent Gardenier (1776-1822)      | 5 marzo 1813                   | 31 marzo 1815 | ?                                                                                             | [ 2 ] |
| 5       |                 | John Rodman (1775-1847)           | 31 marzo 1815                  | 28 gennaio 1817 | ?                                                                                             | [ 3 ] |
| 6       |                 | Hugh Maxwell (1787-1873)          | 28 gennaio 1817                | 11 giugno 1818 | ?                                                                                             | [ 3 ] |
| 7       |                 | Pierre C. Van Wyck (c. 1778-1827) | 11 giugno 1818                 | 13 febbraio 1821 | ?                                                                                             | [ 4 ] |
| 8       |                 | Hugh Maxwell (1787-1873)          | 13 febbraio 1821               | Maggio 1829 | 1                                                                                             | Ultimo procuratore ad essere nominato dal Consiglio di nomina |
| 8       | 2               | Hugh Maxwell (1787-1873)          | 13 febbraio 1821               | Maggio 1829 | Nominato dalla Court of General Sessions per due mandati triennali                            | |
| 8       | 3               | Hugh Maxwell (1787-1873)          | 13 febbraio 1821               | Maggio 1829 | Nominato dalla Court of General Sessions per due mandati triennali                            | |
| 9       |                 | Ogden Hoffman (1794-1856)         | Maggio 1829                    | 22 maggio 1835 | 1                                                                                             | Nominato per due mandati triennali |
| 9       | 2               | Ogden Hoffman (1794-1856)         | Maggio 1829                    | 22 maggio 1835 |                                                                                               | Nominato per due mandati triennali |
| 10      |                 | Thomas Phoenix (1???-18??)        | 22 maggio 1835                 | 4 giugno 1838 | 1                                                                                             | Nominato per un triennio |
| 11      |                 | James R. Whiting (1803-1872)      | 4 giugno 1838                  | 10 giugno 1844 | 1                                                                                             | Nominato per due mandati triennali |
| 11      | 2               | James R. Whiting (1803-1872)      | 4 giugno 1838                  | 10 giugno 1844 |                                                                                               | Nominato per due mandati triennali |
| 12      |                 | Matthew C. Paterson (1???-1846)   | 10 giugno 1844                 | 26 gennaio 1846 (Deceduto)                                                                                                  | 1⁄2                                                                                           | Nominato per un periodo di tre anni |
| Vacante | Vacante         | Vacante                           | 26 gennaio 1846                | 6 febbraio 1846 | 1⁄2                                                                                           | |
| 13      |                 | John McKeon (1808-1883)           | 6 febbraio 1846                | 31 dicembre 1850 | 1⁄2                                                                                           | Ultimo procuratore ad essere nominato dalla Court of General Sessions |
| 13      | 1 (1847)        | John McKeon (1808-1883)           | 6 febbraio 1846                | 31 dicembre 1850 | Primo procuratore ad essere eletto a scrutinio popolare                                       | |
| 14      |                 | N. Bowditch Blunt (c. 1804-1854)  | 1 gennaio 1851                 | 17 luglio 1854 (Deceduto)                                                                                                   | 1 (1850)                                                                                      | Eletto per due mandati triennali |
| 14      | 1⁄2 (1853)      | N. Bowditch Blunt (c. 1804-1854)  | 1 gennaio 1851                 | 17 luglio 1854 (Deceduto)                                                                                                   | Deceduto durante il mandato                                                                   | |
| Vacante | Vacante         | Vacante                           | 17 luglio 1854                 | 25 luglio 1854 |                                                                                               | |
| —       | 1⁄2 (1853)      |                                   | Lorenzo B. Shepard (1821-1856) | 25 luglio 1854 | 31 dicembre 1854                                                                              | Nominato dal Governatore Horatio Seymour Rinunciò di correre alle elezioni |
| 15      |                 | A. Oakey Hall (1826-1898)         | 1 gennaio 1855                 | 31 dicembre 1857 | 1 (1854)                                                                                      | Eletto nel 1854 Non si ricandidò per la rielezione |
| 16      |                 | Peter B. Sweeny (1825-1911)       | 1 gennaio 1858                 | 3 ottobre 1858 (Dimessosi)                                                                                                  | 1⁄2 (1857)                                                                                    | Eletto nel 1857 Rassegnò le dimissioni per motivi di salute |
| Vacante | Vacante         | Vacante                           | 3 ottobre 1858                 | 5 ottobre 1858 | 1⁄2 (1857)                                                                                    | |
| —       |                 | Joseph Blunt (1792-1860)          | 5 ottobre 1858                 | 31 dicembre 1858 | 1⁄2 (1857)                                                                                    | Nominato dal Governatore John A. King |
| 17      |                 | Nelson J. Waterbury (1819-1894)   | 1 gennaio 1859                 | 31 dicembre 1861 | 1 (1858)                                                                                      | Eletto nel 1858 Perse la rielezione |
| 18      |                 | A. Oakey Hall (1826-1898)         | 1 gennaio 1862                 | 31 dicembre 1868 (Dimessosi)                                                                                                | 1 (1861)                                                                                      | Eletto nel 1861, venne rieletto altre due volte Rassegnò le dimissioni perché eletto Sindaco di New York City |
| 18      | 2 (1864)        | A. Oakey Hall (1826-1898)         | 1 gennaio 1862                 | 31 dicembre 1868 (Dimessosi)                                                                                                |                                                                                               | Eletto nel 1861, venne rieletto altre due volte Rassegnò le dimissioni perché eletto Sindaco di New York City |
| 18      | 1⁄2 (1867)      | A. Oakey Hall (1826-1898)         | 1 gennaio 1862                 | 31 dicembre 1868 (Dimessosi)                                                                                                |                                                                                               | Eletto nel 1861, venne rieletto altre due volte Rassegnò le dimissioni perché eletto Sindaco di New York City |
| Vacante | Vacante         | Vacante                           | 1 gennaio 1869                 | 5 gennaio 1869 |                                                                                               | |
| —       |                 | Samuel B. Garvin (1811-1878)      | 5 gennaio 1869                 | 31 dicembre 1869 | Nominato dal Governatore John T. Hoffman                                                      | |
| 19      | 1 gennaio 1870  | Samuel B. Garvin (1811-1878)      | 31 dicembre 1872               | 1 (1869) | Eletto per un mandato pieno nel 1869 Non si ricandidò per la rielezione                       | |
| 20      |                 | Benjamin K. Phelps (1845-1908)    | 1 gennaio 1873                 | 30 dicembre 1880 (Deceduto)                                                                                                 | 1 (1872)                                                                                      | Eletto nel 1872 e rieletto nel 1875 e nel 1878 Deceduto durante il mandato |
| 20      | 2 (1875)        | Benjamin K. Phelps (1845-1908)    | 1 gennaio 1873                 | 30 dicembre 1880 (Deceduto)                                                                                                 |                                                                                               | Eletto nel 1872 e rieletto nel 1875 e nel 1878 Deceduto durante il mandato |
| 20      | 1⁄2 (1878)      | Benjamin K. Phelps (1845-1908)    | 1 gennaio 1873                 | 30 dicembre 1880 (Deceduto)                                                                                                 |                                                                                               | Eletto nel 1872 e rieletto nel 1875 e nel 1878 Deceduto durante il mandato |
| Vacante | Vacante         | Vacante                           | 30 dicembre 1880               | 3 gennaio 1881 | 1⁄2                                                                                           | |
| —       |                 | Daniel G. Rollins (1842-1897)     | 3 gennaio 1881                 | 10 gennaio 1881 | 1⁄2                                                                                           | Nominato facente funzioni dalla Court of General Sessions |
| —       | 10 gennaio 1881 | Daniel G. Rollins (1842-1897)     | 31 dicembre 1881               | Nominato ad interim per terminare il mandato di Phelps dal Governatore Alonzo B. Cornell Non si ricandidò per la rielezione | 1⁄2                                                                                           | |
| 21      |                 | John McKeon (1808-1883)           | 1 gennaio 1882                 | 22 novembre 1883 (Deceduto)                                                                                                 | 1⁄2 (1881)                                                                                    | Eletto nel 1881 Deceduto durante il mandato |
| —       |                 | John Vincent (18??-1???)          | 22 novembre 1883               | 30 novembre 1883 | 1⁄2 (1881)                                                                                    | Nominato dalla Court of General Sessions |
| —       |                 | Wheeler H. Peckham (1833-1905)    | 30 novembre 1883               | 9 dicembre 1883 (Dimessosi)                                                                                                 | 1⁄2 (1881)                                                                                    | Nominato dal Governatore Grover Cleveland Rassegnò le dimissioni per motivi di salute |
| —       |                 | Peter B. Olney (1843-1922)        | 10 dicembre 1883               | 31 dicembre 1884 | 1⁄2 (1881)                                                                                    | Nominato dal Governatore Cleveland Non si candidò alle elezioni |
| 22      |                 | Randolph B. Martine (1844-1895)   | 1 gennaio 1885                 | 31 dicembre 1887 | 1 (1884)                                                                                      | Eletto nel 1884 Non corse per la rinomina |
| 23      |                 | John R. Fellows (1832-1896)       | 1 gennaio 1888                 | 31 dicembre 1890 | 1 (1887)                                                                                      | Eletto nel 1887 Non si ricandidò per la rielezione |
| 24      |                 | De Lancey Nicoll (1854-1931)      | 1 gennaio 1891                 | 31 dicembre 1893 | 1 (1890)                                                                                      | Eletto nel 1890 Non corse per la rinomina |
| 25      |                 | John R. Fellows (1832-1896)       | 1 gennaio 1894                 | 7 dicembre 1896 (Deceduto)                                                                                                  | 1⁄2 (1893)                                                                                    | Eletto nel 1893 per un mandato di tre anni che venne prolungato di un anno in modo che procuratore distrettuale e sindaco venissero eletti nello stesso anno. Deceduto poco prima che l'anno supplementare avesse inizio |
| —       |                 | Vernon M. Davis (1855-1931)       | 7 dicembre 1896                | 19 dicembre 1896 | 1⁄2 (1893)                                                                                    | Nominato dalla Court of General Sessions per restare in carica fino a quando il Governatore non avesse nominato un successore                                                                                            |
| —       |                 | William M.K. Olcott (1862-1933)   | 19 dicembre 1896               | 31 dicembre 1897 | 1⁄2 (1893)                                                                                    | Nominato dal Governatore Levi P. Morton |
| 26      |                 | Asa Bird Gardiner (1839-1919)     | 1 gennaio 1898                 | 22 dicembre 1900 (Destituito)                                                                                               | 1⁄2 (1897)                                                                                    | Eletto nel 1897 Venne rimosso dall'incarico dal Governatore Theodore Roosevelt per corruzione |
| —       |                 | Eugene A. Philbin (1857-1920)     | 22 dicembre 1900               | 31 dicembre 1901 | 1⁄2 (1897)                                                                                    | Nominato dal Governatore Roosevelt |
| —       |                 | George W. Schurman (18??-1???)    | 1 gennaio 1902                 | 1 gennaio 1902 | 1⁄2 (1897)                                                                                    | Nominato dal sindaco Low per restare in carica finché Jerome prestò giuramento |
| 26      |                 | William T. Jerome (1859-1934)     | 2 gennaio 1902                 | 31 dicembre 1909 | 1 (1901)                                                                                      | Eletto nel 1901 Rieletto nel 1905 Non venne rinominato per la rielezione |
| (26)    | 2 (1905)        | William T. Jerome (1859-1934)     | 2 gennaio 1902                 | 31 dicembre 1909 |                                                                                               | Eletto nel 1901 Rieletto nel 1905 Non venne rinominato per la rielezione |
| 27      |                 | Charles S. Whitman (1868-1947)    | 1 gennaio 1910                 | 31 dicembre 1914 (Dimessosi)                                                                                                | 2 (1909)                                                                                      | Eletto nel 1909 Rieletto nel 1913 Rassegnò le dimissioni per diventare Governatore di New York |
| 27      | 1⁄2 (1913)      | Charles S. Whitman (1868-1947)    | 1 gennaio 1910                 | 31 dicembre 1914 (Dimessosi)                                                                                                |                                                                                               | |
| —       |                 | Charles A. Perkins (1869-1930)    | 1 gennaio 1915                 | 31 dicembre 1915 | Nominato da Whitman, precedente procuratore, divenuto Governatore Perse la rielezione         | |
| 28      |                 | Edward Swann (1862-1945)          | 1 gennaio 1916                 | 31 dicembre 1921 | Eletto per terminare il mandato di Whitman Rieletto nel 1917 Non si ricandidò per la rinomina | |
| 28      | 1 (1917)        | Edward Swann (1862-1945)          | 1 gennaio 1916                 | 31 dicembre 1921 | Eletto per terminare il mandato di Whitman Rieletto nel 1917 Non si ricandidò per la rinomina | |
| 29      |                 | Joab H. Banton (1869-1949)        | 1 gennaio 1922                 | 31 dicembre 1929 | 1 (1922)                                                                                      | Eletto nel 1921, venne rieletto nel 1925 Non ottenne la rinomina |
| 29      | 2 (1925)        | Joab H. Banton (1869-1949)        | 1 gennaio 1922                 | 31 dicembre 1929 |                                                                                               | Eletto nel 1921, venne rieletto nel 1925 Non ottenne la rinomina |
| 30      |                 | Thomas C. T. Crain (1860-1942)    | 1 gennaio 1930                 | 31 dicembre 1933 | 1 (1929)                                                                                      | Eletto nel 1929 |
| 31      |                 | William C. Dodge (1880-1973)      | 1 gennaio 1934                 | 31 dicembre 1937 | 1 (1933)                                                                                      | Eletto nel 1933 |
| 32      |                 | Thomas E. Dewey (1902-1971)       | 1 gennaio 1938                 | 31 dicembre 1941 | 1 (1937)                                                                                      | Eletto nel 1937 |